# Оманозубець дзьобатий
Оманозубець дзьобатий (Anomodon rostratus) — вид мохів порядку гіпнобрієвих (Hypnales).

## Поширення
Ареал охоплює такі частини світу: Європа, Північна Америка, Азія.
Населяє основу або кору листяних дерев, ґрунт, повалені колоди, листяні ліси, відкриті простори, вторинні ліси, вертикальні вапняні породи, іноді кислі; від низьких до високих висот.

## Характеристика
Рослини дрібні, в густих, щільних матах, світло-жовтувато-зелених. Стебла 0.5–2 см, 1 мм ушир, товсті в сухому стані, рясно розгалужені, головні гілки прямовисні; ризоїдів мало. Листки гілок в сухому вигляді складчасті, у вологому — прямовисні, довго-ланцетні, 0.8–1.4 мм; краї цілі; верхівка загострена, закінчується волоском, ціла. Коробочкові ніжки 0.7–1.3 см. Коробочка еліптична, від яйцюватої до овально-циліндричної, розміром 1–1.5 мм; продихи біля основи. Спори 11–15 мкм, густо-соскові.